# Орасул де Флоци
Орасул де Флоци, такође Cetatea de Floci или Târgul de Floci, је изгубљени град у Влашкој, сада у Румунији. Флоци, у овом контексту, значи вуна; назив се односи на локалну пијацу оваца и вуне. То је такође румунска жаргонска реч за „стидне длаке”.
Град се налазио на ушћу реке Јаломице у Дунав, на старом кориту Јаломице. Име је на румунском значило „Град руна “, пошто је био важан трговачки град . Град се први пут помиње 1431. али је вероватно постојао као трговачко место у претходном веку.
Град је запалио Стефан III Молдавски током ратова са Влашком под влашћу Рада III Лепог (који је био савезник Османског царства). Град се брзо опоравио, али су га поново уништиле пољске и татарске трупе Симиона Мовиле.
Према причама из тог времена, у овом граду је рођен Михаил Храбри, чувени војвода Влашке; његово родно место је наводно најбоља туристичка дестинација у округу Иаломита.
Град је коначно пропао током руско-турског рата (1768–1774), када је већина становника избегла због ратних дешавања. На месту града формирано је село Piua-Petrii, који је уништено током поплава почетком 20. века. Тренутно се рушевине града налазе на територији комуне Ђурђени.